# 라이샨
라이샨(학명: Digitaria compacta, 영어: raishan)는 벼과에 속하는 식물로 남아시아와 동남아시아가 원산지이다. 이 곡물의 이름은 인도 메갈라야주 쉴롱 고원의 토속 언어에서 나왔으며 반죽으로 만들면 찰기가 많아서 주로 빵이나 죽의 재료로 쓰인다.

## 같이 보기
- 포니오, 라이샨과 비슷한 아프리카의 곡물